# 平定站
平定站，位于中华人民共和国山西省阳泉市平定县冠山镇，是阳涉铁路、阳大铁路上的火车站，2025年1月27日，平定站正式开通运营，由中国铁路北京局集团管辖。

## 歷史
- 建于1987年。
- 2017年，配合兴建中的阳大铁路改建站房[2]，2025年1月27日正式开通。

## 旅客列车目的地
截至2025年8月，平定站每日停靠2个旅客列车车次，均为过路车，列车车次及目的地如下表：
| 目的地 | 车次  | 列车所属路局 |
| ------ | ----- | ------------ |
| 太原   | K4588 | 太原局集团   |
| 左权   | K4587 | 太原局集团   |

## 車站周邊
- 阳煤集团第二职业技术学校
- 中国电信平定东关营业厅
- 中国邮政储蓄银行东大街支行
- 中国联通东大街营业厅
- 中国工商银行平定城里支行
- 平定汽车站
- 中国农业银行平定支行

## 外部連結
- 中国铁路客户服务中心 （页面存档备份，存于）